# Tim Brabants
Tim Brabants (Chertsey, Surrey, 23 de janeiro de 1977) é um canoísta britânico especialista em provas de velocidade.

## Carreira
Foi vencedor da medalha de Ouro em K-1 1000 m em Pequim 2008, da medalha de Bronze em K-1 1000 m em Sydney 2000 e da medalha de Bronze em K-1 500 m em Pequim 2008.